# Austrocladius numerosus
Austrocladius numerosus är en tvåvingeart som först beskrevs av Frederick Askew Skuse 1889.  Austrocladius numerosus ingår i släktet Austrocladius och familjen fjädermyggor. Inga underarter finns listade i Catalogue of Life.